# Сент Франсис (Канзас)
Сент Франсис (енгл. St. Francis) град је у америчкој савезној држави Канзас.

## Демографија
По попису из 2010. године број становника је 1.329, што је 168 (-11,2%) становника мање него 2000. године.
| Група             | 2000.         | 2010.         |
| Белци             | 1.440 (96,2%) | 1.258 (94,7%) |
| Афроамериканци    | 3 (0,2%)      | 1 (0,1%)      |
| Азијати           | 7 (0,5%)      | 15 (1,1%)     |
| Хиспаноамериканци | 34 (2,3%)     | 50 (3,8%)     |
| Укупно            | 1.497         | 1.329         |